# Europski kup u vaterpolu
Europski kup u vaterpolu, međunarodno europsko vaterpolsko reprezentativno natjecanje pod pokroviteljstvom LEN-a, pokrenuto 2018. godine.
Ždrijeb prvog izdanja održan je 30. rujna 2017. godine.

## Osvajači odličja po godinama

### Odličja po državama
(stanje nakon kupa 2019.)
| #  | Momčad     | Zlato | Srebro | Bronca | Ukupno |
| 1. | Hrvatska   | 1     | 1      | 0      | 2      |
| 2. | Mađarska   | 1     | 0      | 0      | 1      |
| 3. | Španjolska | 0     | 1      | 1      | 2      |
| 4. | Italija    | 0     | 0      | 1      | 1      |